# هندية (ممثلة)
هندية (13 سبتمبر 1964 -)، ممثلة وراقصة مصرية.

## عن حياتها
مولودة في شبرا، لم تستكمل دراستها الأعدادية، عملت في السينما وقدمت العديد من الأدوار المختلفة حتى اعتزلت الفن عام 1995 بعد وفاة شقيقها.

### حياتها الأسرية
تزوجت ثلاث مرات الأولى من مدير أعمالها، بينما زوجها الثاني هو رجل الأعمال أيمن السويدي والذي شجعها على اعتزال الرقص خصوصًا بعد وفاة شقيقها واستمر زواجهما ثلاث سنوات ليتزوج هو بعدها المطربة ذكرى الذي قام بقتلها ومن ثم قتل نفسه عام 2003، بينما زوجها الثالث أستاذ جامعي واستمر زواجهما 11 عامًا ارتدت خلالها الحجاب ثم النقاب وبعد طلاقها خلعتهم.

## من أعمالها
- 1. أبو زيد زمانه، فيلم 1995
- 2. حمري جمري، مسرحية 1995
- 3. مطاردة في الممنوع، فيلم 1993
- 4. الهجامة، فيلم 1992
- 5. دموع صاحبة الجلالة، فيلم 1992 سنيه زوجة المعلم
- 6. نصيب الأسد، فيلم 1991 الراقصه شمس
- 7. المساطيل، فيلم 1991
- 8. بنت مشاغبة جداً، فيلم 1991 عشيقة أدهم
- 9. المفسدون، فيلم 1991 زوجة عادل المنتحرة
- 10. اللعب مع الكبار، فيلم 1991 راقصة الفرح
- 11. الأبطال الثلاثة، فيلم 1990
- 12. حنفي الأبهة، فيلم 1990 نعمت راقصة
- 13. يوميات زكي الناصح، مسلسل 1990
- 14. درب الرهبة، فيلم 1990 عليه أبو العطا
- 15. سلم لي على سوسو، فيلم 1990
- 16. فتوات السلخانة، فيلم 1989
- 17. الذكاء المدمر، فيلم 1987 سناء
- 19. شياطين الأمن المركزى، فيلم
- 20. المحضر، فيلم